# Capraria frutescens
Capraria frutescens là một loài thực vật có hoa trong họ Huyền sâm. Loài này được (Mill.) Briq. mô tả khoa học đầu tiên năm 1907.